# شارلیک‌باش
شارلیک‌باش (انگلیسی: Sharlykbash) یک شهرک در شهرستان شارانسکی استان باشقیرستان کشور روسیه است.